# Campicoloides bifasciatus
La tarabilla sudafricana  (Campicoloides bifasciatus) es una especie de ave paseriforme en la familia Muscicapidae. Habita en pastizales secos de Lesoto, Sudáfrica y Suazilandia.